# Malcolm Champion
Malcolm Champion (Nueva Zelanda, 10 de noviembre de 1882-26 de julio de 1939) fue un nadador neozelandés especializado en pruebas de estilo libre, donde consiguió ser campeón olímpico en 1912 en los 4 x 100 metros.

## Carrera deportiva
En los Juegos Olímpicos de Estocolmo 1912 ganó la medalla de oro en los relevos de 4 x 100 metros estilo libre, con un tiempo 10:11.6 segundos), por delante de Estados Unidos y Reino Unido (bronce); sus compañeros de equipo fueron los nadadores: Cecil Healy, Leslie Boardman y Harold Hardwick.